# 葉桜と魔笛
『葉桜と魔笛』（はざくらとまてき）は、太宰治の短編小説。

## 概要
| 初出     | 『若草』1939年6月号                     |
| 単行本   | 『皮膚と心』（竹村書房、1940年4月20日） |
| 執筆時期 | 1939年4月上旬脱稿（推定）               |
| 原稿用紙 | 16枚                                    |

妻美知子は、太宰が亡くなった年、すなわち1948年（昭和23年）11月の段階で次のように述べている。
のちに美知子は自著『回想の太宰治』の中で「一老婦人」の素性を明かしている。
本作品は、作品集『皮膚と心』に収録されたのち、『女性』（博文館、1942年6月30日）に再録された。

## あらすじ
とある老婦人(私)が桜が散って葉桜になる頃に思い出すという三十五年前の話をする。
私は、母が私が十三のときに亡くなり、妹と父と一緒に過ごしていた。私が十八のときに、父親の転勤の影響で島根県の日本海に沿った人口およそ二万人の城下町に引っ越してきた。
しかし妹は腎臓結核に罹ってしまい医者から余命百日以内と宣告されてしまう。妹は何も知らないので陽気に歌を歌ったり、冗談を言ったりと元気そうだが、私は、その日が近づくうちに、狂いそうなほど苦しくなってくる。
五月の半ば、私が散歩していると日本海海戦の軍艦の大砲の音を聞き、私はそれが何なのか分からず怖がり、何か不吉なものを感じる。そして草原で泣き続け、日が暮れかけた頃、家に帰ってくる。
帰ってきたあと、もう痩せ衰えて、自分が永くないことを察して元気もない妹が自分の枕元にある手紙がいつ来たのかを私に聞く。私は妹が眠ってあるときに来たので枕元においておいたと答えると妹は手紙の差出人を知らない人だという。しかし私は知らないことがあるかと思う。差出人はM・Tという人物で、五、六日前、私が妹のタンスを整理しているときに緑色のリボンで結ばれ隠されていた三十通ほどのM・Tが差出人の手紙を見つけていた。私は、その手紙を読んでいき、最後の一通の手紙を読んだところ、M・Tは妹が病気だと知って妹を捨てて、もう手紙を寄こさないということが書かれていた。
妹は私に届いた手紙を読ませる。内容は今まで手紙の寄こさなかったことを謝り、これからは毎日、塀の外で口笛を吹く、明日の午後六時には「軍艦マアチ」を吹くということが書かれていた。読み終わった頃、妹は、この手紙が私が書いたものだと言った。私は、そのことが露見して恥ずかしくなったが妹は、私が見つけたリボンで結ばれた手紙はすべて自分で書いたものだから心配しなくていいと言う。そして私は妹を抱きしめた。そのとき、外から「軍艦マアチ」の口笛が聞こえてきて私たちは抱きしめたまま口笛を聞いていた。妹は、その三日後に死んだ。
外からの口笛について、最初は神だろうかと思っていたが今は父の狂言だろう、いや、やはり神様のものだろうと私は思っている。そして年を取ってくると信仰心も薄くなってよくないと存じています、と書かれて物語は終わる。

## 備考
- 朗読カセット『太宰治作品集 全10巻―文芸カセット 日本近代文学シリーズ』（岩波書店、1988年6月6日）に本作品が収録されている。朗読は吉行和子[4]。
- 映画『真白き富士の嶺』（1963年、森永健次郎監督、吉永小百合主演）は本作を原作とする。